# TT329
TT329 (Theban Tomb 329) è la sigla che identifica una delle Tombe dei Nobili ubicate nell'area della cosiddetta Necropoli Tebana, sulla sponda occidentale del Nilo dinanzi alla città di Luxor, in Egitto. Destinata a sepolture di nobili e funzionari connessi alle case regnanti, specie del Nuovo Regno, l'area venne sfruttata, come necropoli, fin dall'Antico Regno e, successivamente, sino al periodo Saitico (con la XXVI dinastia) e Tolemaico.

## Titolare
TT329 era la tomba di:
| Titolare | Titolo                       | Necropoli      | Dinastia/Periodo | Note |
| -------- | ---------------------------- | -------------- | ---------------- | --- |
| Mosi     | Servo del Luogo della Verità | Deir el-Medina | XIX-XX dinastia  | la tomba ha un annesso, sepoltura di Mosi, forse un nipote del titolare, e di Ipy, forse suo figlio, tutti Servi del Luogo della Verità |

## Biografia
TT329 è costituita dalla tomba principale di Mosi e da un annesso che ospitava altri defunti: Mosi, omonimo, ma forse nipote del primo, e Ipy, forse figlio. Henutwat era il nome della moglie del Mosi titolare della TT329, mentre Katet era quello della moglie del Mosi dell'annesso. Di quest'ultimo è noto anche il nome del padre, Iohnufer. Baket era, infine, il nome della moglie di Ipy

## La tomba
Si accede a TT329 da un cortile su cui si aprono due cappelle funerarie, prive di scene parietali leggibili, mentre, in un cortile adiacente, si apre l'ingresso all'annesso. Da una delle due cappelle si può accedere all'appartamento sotterraneo per il tramite di un pozzo verticale; nel corridoio che immette nella camera funeraria di TT329, sull'architrave esterna, il disco solare adorato da alcuni ba (1 in planimetria) in presenza dei simboli dell'Occidente. Sugli stipiti, testi sacri per l'apertura delle porte dell'aldilà. Furono qui rinvenuti frammenti del coperchio del sarcofago del titolare; provengono inoltre da questa tomba frammenti di rilievo con il defunto inginocchiato e testi sacri dedicati a Ra.
Nel cortile prospiciente l'annesso, una stele con il defunto Mosi (TT329) insieme al secondo Mosi e a Ipy (oggi al Louvre); sul retro della stele, coperti originariamente dalla medesima, su due registri sovrapposti un uomo e un fanciullo in presenza di Thot e l'abbozzo di un uomo e una donna. Nel corridoio dell'annesso (3) i resti di scene della processione funebre.

### Annotazioni
1. ↑  La numerazione dei locali e delle pareti segue quella di Porter e Moss 1927, p. 382.
2. ↑  La prima numerazione delle tombe, dalla numero 1 alla 252, risale al 1913 con l'edizione del "Topographical Catalogue of the Private Tombs of Thebes" di Alan Gardiner e Arthur Weigall. Le tombe erano numerate in ordine di scoperta e non geografico; ugualmente in ordine cronologico di scoperta sono le tombe dalla 253 in poi.
3. ↑  I campi della Duat, ovvero l'aldilà egizio, si trovavano, secondo le credenze, proprio sulla riva occidentale del grande fiume.
4. ↑  Nella sua epoca di utilizzo, l'area era nota come "Quella di fronte al suo Signore" (con riferimento alla riva orientale, dove si trovavano le strutture dei Palazzi di residenza dei re e i templi dei principali dei) o, più semplicemente, "Occidente di Tebe".
5. ↑  le Tombe dei Nobili, benché raggruppate in un'unica area, sono di fatto distribuite su più necropoli distinte.
6. ↑  Le note, sovente di inquadramento topografico della tomba, sono tratte, fino alla TT252, dal "Topographical Catalogue" di Gardiner e Weigall, ed. 1913 e fanno perciò riferimento alla situazione dell'epoca.
7. ↑  Nome rilevabile da una stele oggi al Louvre (cat. C280).

### Fonti
1. ↑  Gardiner e Weigall 1913.
2. ↑  Donadoni 1999,  p. 115.
3. ↑  Porter e Moss 1927, p. 397.
4. ↑  Porter e Moss 1927,  p. 397.
5. ↑  Porter e Moss 1927,  pp. 397-398.